# Emil Holuka-Charzewski
Emil Holuka-Charzewski, właśc. Emil Holuka ps. „Husacki”, „Emil” (ur. 28 września 1884 lub 27 września 1890 w Raczkowej, zm. 1944) – major intendent z wyższymi studiami wojskowymi Wojska Polskiego.

## Życiorys

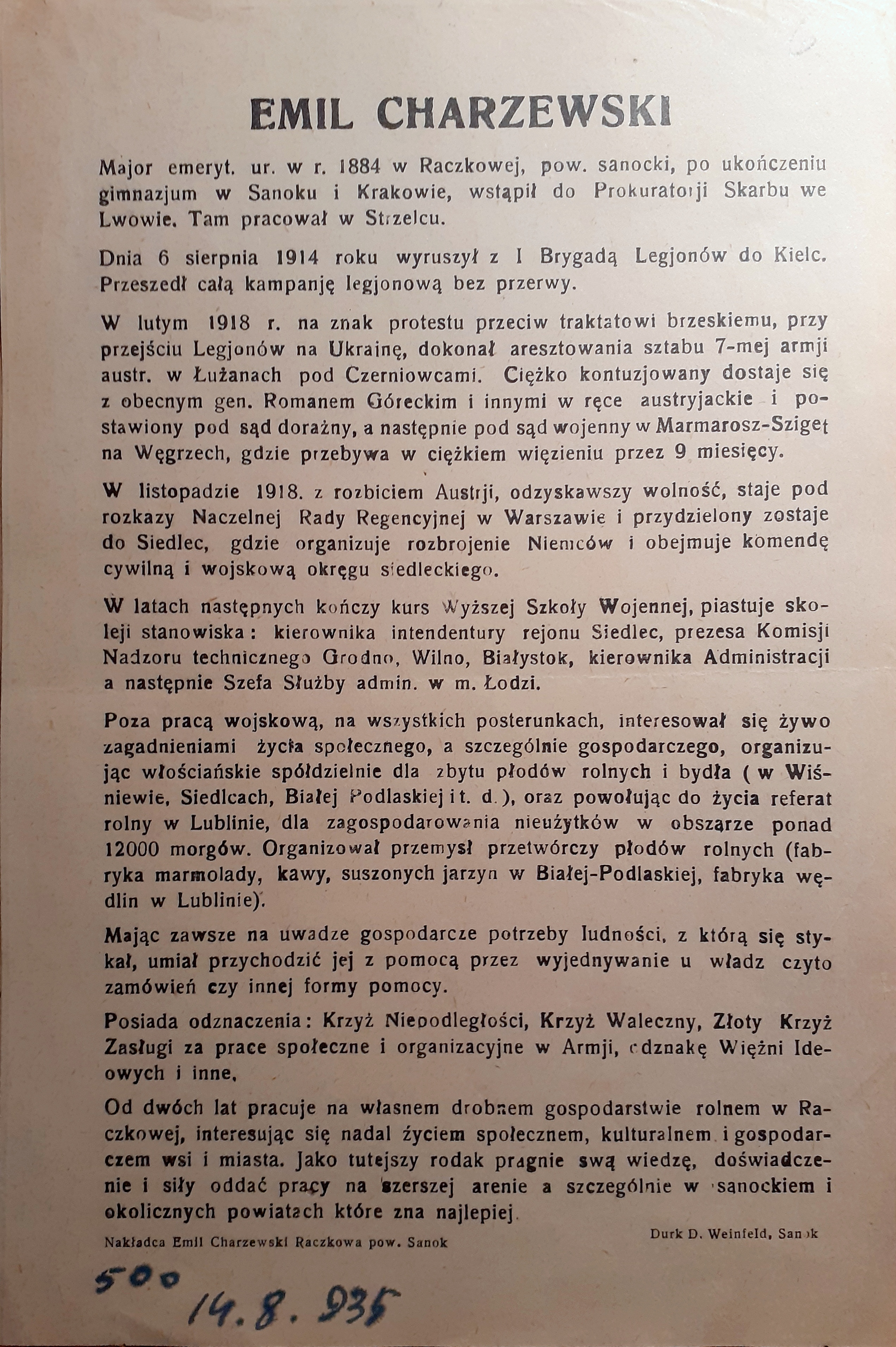
Ulotka Emila Charzewskiego z 1935

Emil Holuka urodził się 28 września 1884 lub 27 września 1890 w Raczkowej. Był synem Władysława i Anny Szuwart. Uczył się w C. K. Gimnazjum Męskim w Sanoku i w tym czasie zamieszkiwał w tym mieście wraz z matką (pracującą w Sanoku jako zarobnica) kolejno przy ulicy Tadeusza Kościuszki 52 (1901/1902), przy ulicy Rymanowskiej 197 (1902/1903), w Posadzie Sanockiej pod numerem 75. Formalnie pozostawał wtedy pod opieką Zygmunta Mrozowskiego, rolnika z Raczkowej. Ponadto kształcił się w gimnazjum w Krakowie. Po ukończeniu pięciu klas gimnazjum został zatrudniony w C. K. Prokuratorii Skarbu we Lwowie w charakterze pomocnika kancelaryjnego. We Lwowie działał w „Strzelcu”.
Po wybuchu I wojny światowej na początku sierpnia 1914 w Krakowie wstąpił do Pierwszej Kompanii Kadrowej, w szeregach której 6 sierpnia wyruszył w marszu na Kielc, później służył w składzie I Brygady. Odbył całą kampanię legionową. Nosił pseudonim „Husacki”. 1 stycznia 1917 został awansowany na chorążego taborów (niem. Legionsfähnrich). Pełnił służbę w Komendzie Taborów. Latem 1917, po kryzysie przysięgowym, wstąpił do Polskiego Korpusu Posiłkowego. Po przekroczeniu frontu pod Rarańczą w połowie lutego 1918, maszerował z legionistami celem połączenia z I Korpusem Polskim w Rosji (dowodzonym przez gen. Józefa Dowbor-Muśnickiego), po czym 15 lutego na wschodnim krańcu wsi Mamajowce dokonali aresztowania i rozbrojenia patrolu austriackiego, zaś chor. Charzewski odpowiadał za eskortę jeńców, w tym kpt. sztabu generalnego Jana Băleanu. Wkrótce potem legioniści zostali zatrzymani za wsią Żuczka od strony Czerniowiec (według innej wersji Charzewski usiłował dokonać zaaresztowania sztabu austriackiej 7 Armii w Łużanach, w związku z czym został aresztowany przez Austriaków). Już w początkowej fazie śledztwa wyszło na jaw, że Charzewski eskortował austriackich jeńców. Ranny przebywał w uwięzieniu. Po wydaniu aktu oskarżenia 17 maja 1918 był sądzony w procesie legionistów w Marmaros-Sziget od czerwca tego roku (na ławie oskarżonych zasiedli jako główni oskarżeni kapitan doktor Roman Górecki, ksiądz kapelan Józef Panaś i rotmistrz żandarmerii Norbert Okołowicz, mjr Włodzimierz Zagórski). W sierpniu 1918 przed sądem przyznał się do eskortowania kpt. Băleanu (tenże zeznając jako świadek obarczył go winą tego) i wyjaśnił, że rozkaz eskorty otrzymał z dowództwa II Brygady, natomiast zaprzeczył, że aresztował tego oficera. Proces trwał do września 1918. Według własnej relacji Charzewski był osadzony w ciężkim więzieniu przez okres dziewięciu miesięcy. W wyniku abolicji cesarskiej odzyskał wolność 2 października 1918.
Po zakończeniu wojny, rozbrojeniu Austriaków, odzyskaniu przez Polskę nieodległości oraz po własnym oswobodzeniu w listopadzie 1918 został przyjęty do Wojska Polskiego i trafił pod rozkazy Naczelnej Rady Regencyjnej w Warszawie. W tym miesiącu został skierowany do Siedlec, gdzie organizował rozbrojenie Niemców i objął stanowisko komendanta cywilnego i wojskowego okręgu siedleckiego. Odbywał służbę w sekcji gospodarczej Ministerstwa Spraw Wojskowych. Uczestniczył w wojnie polsko-bolszewickiej. 1 czerwca 1921 pełnił służbę w Wojskowym Okręgowym Zakładzie Gospodarczym Lublin. 3 maja 1922 został zweryfikowany w stopniu majora ze starszeństwem z dniem 1 czerwca 1919 i 22. lokatą w korpusie oficerów intendentury. Ukończył kurs w Wyższej Szkole Wojennej. W 1923 pełnił funkcję kierownika Rejonu Intendentury Siedlce. W 1924 pełnił służbę w 3 Okręgowym Szefostwie Intendentury Dowództwa Okręgu Korpusu Nr III w Grodnie. Potem pełnił funkcje prezesa Komisji Nadzoru Technicznego Grodno, Wilno, Białystok. 2 listopada 1925 został przeniesiony służbowo z KNT Grodno na jednoroczny kurs doszkolenia przy Wyższej Szkole Intendentury w Warszawie. Z dniem 1 października 1926, po ukończeniu kursu, został przeniesiony do kadry oficerów służby intendentury i przydzielony do 4 Okręgowego Szefostwa Intendentury przy Dowództwie Okręgu Korpusu Nr IV w Łodzi. Był kierownikiem Administracji, a następnie Szefem Służby Administracji w Łodzi. W 1929 zajmował 8. lokatę na liście starszeństwa korpusu oficerów intendentów. 30 września 1930 został przeniesiony w stan spoczynku. W 1934 jako oficer stanu spoczynku pozostawał w ewidencji Powiatowej Komendy Uzupełnień Łódź Miasto II.
W miejscach swojej służby wojskowej był aktywnie zaangażowany w organizację sfery społeczno-przemysłowej, m.in. organizował włościańskie spółdzielnie dla zbytu płodów rolnych i bydła (m.in. w Wiśniewie, Siedlcach, Białej Podlaskiej), utworzył referat rolny w Lublinie (celem zagospodarowania obszaru nieużytków o powierzchni 1200 morgów), organizował przemysł przetwórstwa płodów rolnych (fabryka marmolady, kawy, suszonych jarzyn w Białej Podlaskiej, fabryka wędlin w Lublinie). W 1921 występował w Radzie Wojewódzkiej w Lublinie. Zamieszkując w Siedlcach przy ulicy Nadkolejnej 13 był kandydatem w wyborach parlamentarnych 1922 do Sejmu RP z listy nr 7 Narodowej Partii Robotniczej w okręgu wyborczym nr 3 (Siedlce). Jako emerytowany major Wojska Polskiego zamieszkał w rodzinnej wsi Raczkowa, gdzie od około 1933 zajmował się własnym gospodarstwem rolnym.
Podczas II wojny światowej w okresie okupacji niemieckiej został działaczem podziemia (używał pseudonimu „Emil”), pełnił funkcję dowódcy miejscowej placówki Wojskowego Korpusu Służby Bezpieczeństwa. Ukrywał się na terenie Raczkowej (w tym czasie w 1942 przebywali tam inni działacze podziemia, rodzeństwo Danuta i Mieczysław Przystaszowie). Stał na czele Wojskowego Korpusu Służby Bezpieczeństwa. 13 marca 1944 roku, po nieudanej likwidacji konfidenta gestapo Franciszka Wojtasa, został aresztowany przez Niemców (podczas masowych aresztowań na sanocczyźnie z przełomu 1943/1944). Był osadzony w więzieniu w Sanoku od 15 marca 1944. Tam według relacji strażnika więziennego Nestora Kiszki ps. „Neron”, zaprzysiężonego do polskiej działalności podziemnej, mjr Charzewski miał pocieszać i podnosić na duchu innych więźniów. W sanockim więzieniu przebywał do 18 maja 1944, po czym został skierowany do Tarnowa.
Poniósł śmierć w 1944 z rąk Niemców. Według Romana Bańkowskiego zginął zastrzelony przez konfidenta hitlerowskiego. Podczas „Jubileuszowego Zjazdu Koleżeńskiego b. Wychowanków Gimnazjum Męskiego w Sanoku w 70-lecie pierwszej Matury” w 1958 Emil Charzewski został wymieniony w apelu poległych w obronie Ojczyzny w latach 1939–1945.

## Ordery i odznaczenia
- Krzyż Niepodległości (17 marca 1932)[46][47][1][15][12]
- Krzyż Walecznych[1][15][12]
- Złoty Krzyż Zasługi (17 marca 1930)[48][1][12]
- Odznaka Pamiątkowa Więźniów Ideowych[1]
- inne odznaczenia[1]